# Eunicella rigida
Eunicella rigida is een zachte koraalsoort uit de familie Gorgoniidae. De koraalsoort komt uit het geslacht Eunicella. Eunicella rigida werd in 1908 voor het eerst wetenschappelijk beschreven door Willy Kükenthal.
De soort was ontdekt door de Duitse Diepzee-expeditie van het onderzoeksschip Valdivia in 1898-1899, in de Francisbaai van Zuid-Afrika.